# Districtul Phu Sing
Phu Sing (în thailandeză ภูสิงห์) este un district (Amphoe) din provincia Sisaket, Thailanda, cu o populație de 50.585 de locuitori și o suprafață de 940,1 km².

## Componență
Districtul este subdivizat în 7 subdistricte (tambon), care sunt subdivizate în 85 de sate (muban).
| Nr. | Nume            | În thailandeză | Sate | Locuitori |  |
| --- | --------------- | -------------- | ---- | --------- |  |
| 1.  | Khok Tan        | โคกตาล         | 13   | 7,324     |  |
| 2.  | Huai Ta Mon     | ห้วยตามอญ       | 10   | 6,212     |  |
| 3.  | Huai Tuekchu    | ห้วยตึ๊กชู         | 18   | 11,313    |  |
| 4.  | Lalom           | ละลม           | 13   | 7,554     |  |
| 5.  | Takhian Ram     | ตะเคียนราม      | 14   | 5,928     |  |
| 6.  | Dong Rak        | ดงรัก           | 8    | 5,770     |  |
| 7.  | Phrai Phatthana | ไพรพัฒนา        | 9    | 6,484     |  |